# الگوی میانجی
در مهندسی نرم‌افزار الگوی میانجی تعریف یک شی است که روابط مجموعه‌ای از اشیاء را تهیه و تعیین می‌کند. این الگو به خاطر آن که می‌تواند رفتار برنامه را در حین اجرا تغییر دهد، به عنوان یک الگوی رفتاری شناخته می‌شود.
برنامه‌ها معمولاً از تعداد زیادی کلاس تشکیل می‌شوند. در نتیجه منطق برنامه و محاسبات آن بین این کلاس‌ها توزیع می‌شوند. اما، در حالی که در مرحله نگهداری یا بازسازی کد تعداد کلاس‌ها بیشتر می‌شوند، مشکل ارتباط بین این کلاس‌ها ممکن است پیپیده‌تر شود. این باعث دشواری بیشتر در خواندن و حفظ کد می‌شود. همچنین تغییر برنامه، به خاطر آن که هر تغییر باعث تغییر تعداد زیادی از کلاس‌های دیگر می‌شود، سخت‌تر خواهد شد.
با کمک الگوی میانجی، ارتباط بین اشیاء در یک شیء میانجی‌گر محدود می‌شود. در نتیجه اشیاء بجای این که مستقیم با یکدیگر ارتباط برقرار کنند، ارتباطات خود را از طریق میانجی‌گر انجام می‌دهند. این باعث کاهش ارتباطات بین اشیاء شده و در نتیجه جفتگری (coupling) کاهش می‌یابد.
با استفاده از الگوی میانجی، تغییرات بر روی اشیاء داخل مجموعه دیگر منشتر شونده نخواهند بود و اصطلاحاً  shotgun surgery از بین می‌رود. اما از طرف دیگر امکان تبدیل میانجی به کلاس خدا و ایجاد گلوگاه در سیستم وجود دارد.

## تعریف

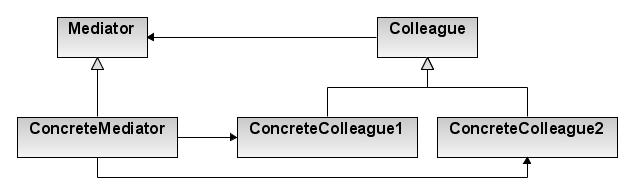
واسطه رفتاری الگوی طراحی

تعریف الگوی میانجی: «یک شیء است که ارتباطات بین دسته‌ای از اشیاء را تهیه و تعیین می‌کند». باعث کاهش جفتگری (coupling) می‌شود چرا که جلوی اشیاء را برای ارتباط مستقیم با یکدیگر می‌گیرد. کلاس‌های مشتری می‌توانند از میانجی برای فرستادن پیغام به دیگر کلاس‌های مشتری استفاده کنند، و جواب خود را از طریق آن دریافت کنند.

## شرکت‌کنندگان در الگو
Mediator - تعریف رابط برای ارتباط بین اشیاء مرتبط (همکار)
ConcreteColleague - توسط میانجی با دیگر همکارانش ارتباط برقرار می‌کند.

## مثال

### #C
الگوی میانجی مطمئن می‌شود که قسمت‌های مختلف (components) آزادانه ارتباط برقرار کنند، به طوری که مستقیم یکدیگر را صدا نکنند؛ و به جای آن همیشه از یک واسطه‌گر برای انجام این اهداف استفاده کنند. همان طور که می‌بینید، واسطه‌گر همه بخش‌ها را در خود ذخیره کرده‌است و در هنگام نیاز توابع آن‌ها را فراخوانی می‌کند.
```
public
 
interface
 
IComponent

{

    
void
 
SetState
(
object
 
state
);

}

public
 
class
 
Component1
 
:
 
IComponent

{

    
public
 
void
 
SetState
(
object
 
state
)

    
{

        
throw
 
new
 
NotImplementedException
();

    
}

}

public
 
class
 
Component2
 
:
 
IComponent

{

    
public
 
void
 
SetState
(
object
 
state
)

    
{

        
throw
 
new
 
NotImplementedException
();

    
}

}

// Mediates the common tasks

public
 
class
 
Mediator

{

    
public
 
IComponent
 
Component1
 
{
 
get
;
 
set
;
 
}

    
public
 
IComponent
 
Component2
 
{
 
get
;
 
set
;
 
}

    
public
 
void
 
ChangeState
(
object
 
state
)

    
{

        
this
.
Component1
.
SetState
(
state
);

        
this
.
Component2
.
SetState
(
state
);

    
}

}

```

### جاوا
در این مثال شیء میانجی، کنترل وضعیت سه دکمه همکار را بر عهده می‌گیرد، و برای آن سه تابع book و view و search را که وضعیت دکمه‌ها را تنظیم می‌کند دارد. این توابع توسط دکمه در هنگام فعال شد (با دستور execute در هر کدام) فراخوانی می‌شوند.

از این رو الگوی ارتباط به این صورت است که هر عضو (در این‌جا دکمه) با فعالیت خود را با میانجی در میان گذاشته و میانجی عملیات لازم را در اختیار اعضای دیگر قرار می‌دهد.
```
import
 
java.awt.Font
;

import
 
java.awt.event.ActionEvent
;

import
 
java.awt.event.ActionListener
;

import
 
javax.swing.JButton
;

import
 
javax.swing.JFrame
;

import
 
javax.swing.JLabel
;

import
 
javax.swing.JPanel
;

//Colleague interface

interface
 
Command
 
{

    
void
 
execute
();

}

//Abstract Mediator

interface
 
Mediator
 
{

    
void
 
book
();

    
void
 
view
();

    
void
 
search
();

    
void
 
registerView
(
BtnView
 
v
);

    
void
 
registerSearch
(
BtnSearch
 
s
);

    
void
 
registerBook
(
BtnBook
 
b
);

    
void
 
registerDisplay
(
LblDisplay
 
d
);

}

//Concrete mediator

class
 
ParticipantMediator
 
implements
 
Mediator
 
{

    
BtnView
 
btnView
;

    
BtnSearch
 
btnSearch
;

    
BtnBook
 
btnBook
;

    
LblDisplay
 
show
;

    
//....

    
public
 
void
 
registerView
(
BtnView
 
v
)
 
{

        
btnView
 
=
 
v
;

    
}

    
public
 
void
 
registerSearch
(
BtnSearch
 
s
)
 
{

        
btnSearch
 
=
 
s
;

    
}

    
public
 
void
 
registerBook
(
BtnBook
 
b
)
 
{

        
btnBook
 
=
 
b
;

    
}

    
public
 
void
 
registerDisplay
(
LblDisplay
 
d
)
 
{

        
show
 
=
 
d
;

    
}

    
public
 
void
 
book
()
 
{

        
btnBook
.
setEnabled
(
false
);

        
btnView
.
setEnabled
(
true
);

        
btnSearch
.
setEnabled
(
true
);

        
show
.
setText
(
"booking..."
);

    
}

    
public
 
void
 
view
()
 
{

        
btnView
.
setEnabled
(
false
);

        
btnSearch
.
setEnabled
(
true
);

        
btnBook
.
setEnabled
(
true
);

        
show
.
setText
(
"viewing..."
);

    
}

    
public
 
void
 
search
()
 
{

        
btnSearch
.
setEnabled
(
false
);

        
btnView
.
setEnabled
(
true
);

        
btnBook
.
setEnabled
(
true
);

        
show
.
setText
(
"searching..."
);

    
}

}

//A concrete colleague

class
 
BtnView
 
extends
 
JButton
 
implements
 
Command
 
{

    
Mediator
 
med
;

    
BtnView
(
ActionListener
 
al
,
 
Mediator
 
m
)
 
{

        
super
(
"View"
);

        
addActionListener
(
al
);

        
med
 
=
 
m
;

        
med
.
registerView
(
this
);

    
}

    
public
 
void
 
execute
()
 
{

        
med
.
view
();

    
}

}

//A concrete colleague

class
 
BtnSearch
 
extends
 
JButton
 
implements
 
Command
 
{

    
Mediator
 
med
;

    
BtnSearch
(
ActionListener
 
al
,
 
Mediator
 
m
)
 
{

        
super
(
"Search"
);

        
addActionListener
(
al
);

        
med
 
=
 
m
;

        
med
.
registerSearch
(
this
);

    
}

    
public
 
void
 
execute
()
 
{

        
med
.
search
();

    
}

}

//A concrete colleague

class
 
BtnBook
 
extends
 
JButton
 
implements
 
Command
 
{

    
Mediator
 
med
;

    
BtnBook
(
ActionListener
 
al
,
 
Mediator
 
m
)
 
{

        
super
(
"Book"
);

        
addActionListener
(
al
);

        
med
 
=
 
m
;

        
med
.
registerBook
(
this
);

    
}

    
public
 
void
 
execute
()
 
{

        
med
.
book
();

    
}

}

class
 
LblDisplay
 
extends
 
JLabel
 
{

    
Mediator
 
med
;

    
LblDisplay
(
Mediator
 
m
)
 
{

        
super
(
"Just start..."
);

        
med
 
=
 
m
;

        
med
.
registerDisplay
(
this
);

        
setFont
(
new
 
Font
(
"Arial"
,
 
Font
.
BOLD
,
 
24
));

    
}

}

class
 
MediatorDemo
 
extends
 
JFrame
 
implements
 
ActionListener
 
{

    
Mediator
 
med
 
=
 
new
 
ParticipantMediator
();

    
MediatorDemo
()
 
{

        
JPanel
 
p
 
=
 
new
 
JPanel
();

        
p
.
add
(
new
 
BtnView
(
this
,
 
med
));

        
p
.
add
(
new
 
BtnBook
(
this
,
 
med
));

        
p
.
add
(
new
 
BtnSearch
(
this
,
 
med
));

        
getContentPane
().
add
(
new
 
LblDisplay
(
med
),
 
"North"
);

        
getContentPane
().
add
(
p
,
 
"South"
);

        
setSize
(
400
,
 
200
);

        
setVisible
(
true
);

    
}

    
public
 
void
 
actionPerformed
(
ActionEvent
 
ae
)
 
{

        
Command
 
comd
 
=
 
(
Command
)
 
ae
.
getSource
();

        
comd
.
execute
();

    
}

    
public
 
static
 
void
 
main
(
String
[]
 
args
)
 
{

        
new
 
MediatorDemo
();

    
}

}

```